# 庫拉努黨
庫拉努黨（意思是「我們大家」），或譯我們黨，是以色列一個中間派政黨，領導人是摩西·卡隆。
該黨於2015年以色列議會選舉取得10個席位，並加入總理本雅明·内塔尼亚胡的執政聯盟。

## 歷史
庫拉努黨於2014年11月27日成立。
經過幾個月的猜測，卡隆在2013年組成一個新的政黨。2014年夏天的民意調查顯示，由卡隆組建的新政黨可能會在議會中有 5-8個席位。該黨成立後，其註冊表格將摩西·卡隆，奧娜·安傑爾和阿維·蓋比列為其創始人。
該黨在2019年4月以色列議會選舉只贏得4個席位，在本雅明·内塔尼亚胡組閣失敗後，雙方宣布將在提前選舉中組建聯合名單。
7月31日，該黨正式解散，剩餘成員則併入了利庫德集團。

## 政綱和意識形態
卡隆支持經濟平等主義，並關注影響中產階層的議題，但他也不忘爭取工人階層的支持。他把庫拉努黨定位為一個中間派政黨。
卡隆於2015年1月表示庫拉努黨支持與巴勒斯坦人達成協議，但他不認為巴勒斯坦領導人马哈茂德·阿巴斯在此時是一個和平夥伴，因為後者正在國際刑事法院和聯合國上尋求對以色列不利的行動。

## 外部連結
- 官方網站 （页面存档备份，存于）
- Nissim Leon, Moshe Kahlon and the Politics of the Mizrahi Middle Class in Israel, January 2015